# Florence Chadwick

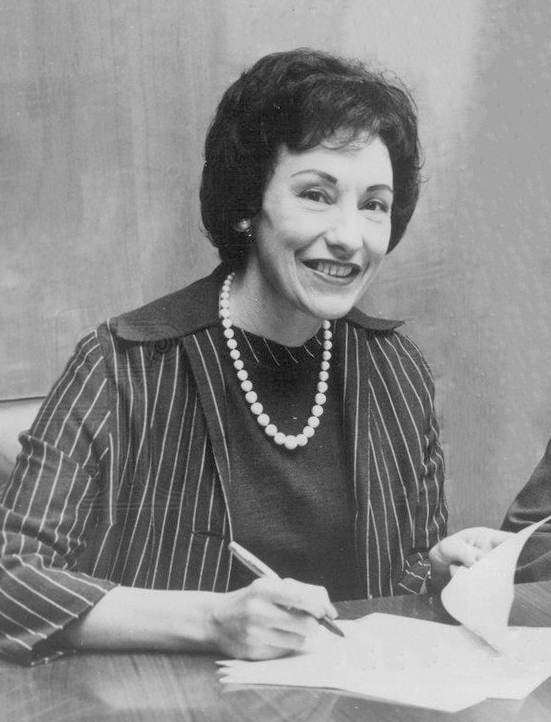
Florence Chadwick 1963

Florence May Chadwick (* 9. November 1918 in San Diego; † 15. März 1995 ebenda) war eine US-amerikanische Langstreckenschwimmerin und die erste Frau, die den Ärmelkanal in beiden Richtungen durchschwamm.
Chadwick wuchs in San Diego auf und gewann schon mit zehn Jahren ihren ersten Schwimmwettbewerb, indem sie als erstes Kind die San Diego Bay durchschwamm. Am 8. August 1950 durchschwamm sie den Ärmelkanal zwischen Cap Gris-Nez und Dover auf einer Länge von 32 Kilometern in 13 Stunden und 20 Minuten, womit sie den bis dahin von der Amerikanerin Gertrude Ederle gehaltenen Rekord brach. Ein Jahr später, im September 1951, durchschwamm sie den Kanal in der anderen Richtung – von Dover nach Sangatte – und benötigte 16 Stunden und 22 Minuten. In den folgenden Jahren wiederholte sie diese Strecke noch zwei weitere Male.
1952 startete sie im Alter von 34 Jahren den Versuch, als erste Frau die Strecke von der 34 Kilometer westlich von Kalifornien gelegenen Insel Catalina nach Palos Verdes an der kalifornischen Küste zu schwimmen. Dichter Nebel und das eiskalte Wasser setzten ihr so zu, dass sie eine halbe Meile von dem Ziel aufgab. In einem Versuch wenig später war sie mit einer Zeit von 13 Stunden, 47 Minuten und 32 Sekunden erfolgreich und brach den seit 1927 bestandenen Rekord eines männlichen Schwimmers.
1953 durchschwamm sie den Bosporus, die Dardanellen, und die Straße von Gibraltar, letztere in 5 Stunden und 6 Minuten, was wiederum schneller als der bislang von einem Mann gehaltene Rekord war. 1954 versuchte sie als erster Mensch, den Lake Ontario an der breitesten Stelle zu durchschwimmen, musste aber wiederum aufgeben, während es am nächsten Tag ihrer Konkurrentin, der Kanadierin Marilyn Bell gelang.
1944 spielte sie mit ihrer Teamkollegin Esther Williams eine Nebenrolle in dem Film Bathing Beauty („Die badende Venus“). Sie war unverheiratet. Beruflich war sie als Börsenmaklerin tätig und in späteren Jahren Vizepräsidentin der First Wall Street Corp.
Im Jahr 1970 wurde sie in die Ruhmeshalle des internationalen Schwimmsports aufgenommen.